# Julien Poinssot
Pour les articles homonymes, voir Poinssot.
Julien Poinssot, né Julien Henri Albert Poinssot le 16 mai 1844 à Dijon et mort le 8 juin 1899 à Paris, est un juriste et explorateur français, pionnier de l'exploration de l'Afrique du Nord ancienne. Il est le père de l'archéologue Louis Poinssot et le grand-père de l'archéologue Claude Poinssot.

## Formation
Julien Poinssot, ancien élève de l'École pratique des hautes études, a une formation de juriste et s'intéresse, dans le cadre d'une mission dans l'est de l'Algérie, à l'épigraphie latine.

## Activités
Julien Poinssot mène une exploration archéologique en Algérie de septembre à décembre 1880. Fondateur du Bulletin trimestriel des antiquités africaines, il collabore en 1882-1883 au projet d'exploration archéologique de la Tunisie par l'ambassadeur et archéologue Charles-Joseph Tissot. Les deux hommes se brouillent et Poinssot se consacre à sa revue qui devient en 1886 la Revue de l'Afrique française.